# Adam Svanberg
Adam Ulrik Svanberg, född 24 december 1800 i Stockholm, död där 25 september 1888, var en svensk affärsman och donator.
Svanberg verkade i Stockholm, där han bland annat, tillsammans med Fredric Althainz (sedan 1844), bedrev kvarnrörelse, "Eldkvarn" på Kungsholmen. Han donerade genom testamente av den 9 maj 1887 till Stockholms borgerskaps bemedlingskommission 300 000 kronor, som överlämnades 1892. Räntan härav utgick  årliga pensioner åt välfrejdade och i behov varande ålderstigna handlande eller näringsidkare i Stockholm vilka vunnit burskap, samt deras änkor och minderåriga barn samt oförsörjda döttrar. Svanberg donerade även 40 000 kronor till Stockholms borgerskaps gubbhus och lika mycket till dess änkehus. Hans donationer för välgörande ändamål steg till 565 000 kronor, en för sin tid mycket stor summa. Han ligger begravd på Norra begravningsplatsen i Stockholm.